# Alicja Szemplińska
Alicja Maria Szemplińska (Ciechanów, 29 d'abril del 2002) és una cantant polonesa.
Szemplińska va participar en dues caces de talent. El 2016 va guanyar Hit, Hit, Hurray i el 2019 va guanyar la desena temporada de The Voice Poland. Després va sortir la seva primera cançó, Prawie My.
El 2020 va guanyar Szansa na Sukces, la preselecció polonesa del Festival de la Cançó d'Eurovisió amb la cançó Empires. Hauria representat Polònia al Festival de la Cançó d'Eurovisió 2020, que s'hauria celebrat a la ciutat neerlandesa de Rotterdam en cas de no haver sigut cancel·lat per la pandèmia per coronavirus de 2019-2020.